# ويليام بال (متزحلق نوردي مزدوج)
ويليام بال هو متزحلق جبال الألب كندي، ولد في 18 يوليو 1908، وتوفي في 14 مارس 1979.

## وصلات خارجية
- ويليام بال على موقع أوليمبيديا (الإنجليزية)